# Onitis nigeriensis
Onitis nigeriensis är en skalbaggsart som beskrevs av Ferreira 1977. Onitis nigeriensis ingår i släktet Onitis och familjen bladhorningar. Inga underarter finns listade i Catalogue of Life.